# Christian Friedrich Quandt
Christian Friedrich Quandt (* 17. September 1766 in Herrnhut; † 30. Januar 1806 in Niesky) war ein deutscher Arzt und Schriftsteller.  
Quandt beschäftigte sich neben seinem Beruf als Arzt in Niesky auch mit der Tonerzeugung. Dabei entwickelte er 1791 die Neue Harmonika, ein Musikinstrument aus mehreren gläsernen Stimmgabeln, die an dem einen abgeknickten Schenkel durch Reibung in Längsrichtung zum Klingen gebracht werden konnten. Allerdings geriet dieses Instrument ganz schnell wieder in Vergessenheit.